# Frida Tegstedt
Frida Tegstedt (nascida em 17 de julho de 1987) é uma handebolista sueca.

## Carreira
Atua como pivô e joga pelo clube Issy-Paris Hand desde 2016.
Integrou a seleção sueca feminina que terminou na sétima colocação no handebol dos Jogos Olímpicos de Verão de 2016, realizados no Rio de Janeiro, Brasil.

## Clubes
- 0000–2014: IK Sävehof
- 2014–2016: Füchse Berlin
- 2016–0000: Issy-Paris Hand

### Seleção
- 2013–0000: Suécia

## Conquistas
- Campeonato Sueco: 
  - Medalha de ouro: 2007, 2009, 2010, 2011, 2012, 2013, 2014
- Trofeul Carpaţi: 
  - Campeã: 2015